# Lucena de Jalón (kommun)
Lucena de Jalón är en kommun i Spanien.   Den ligger i provinsen Provincia de Zaragoza och regionen Aragonien, i den nordöstra delen av landet, 240 km nordost om huvudstaden Madrid. Antalet invånare är 269.